# Tehuantepecká šíje

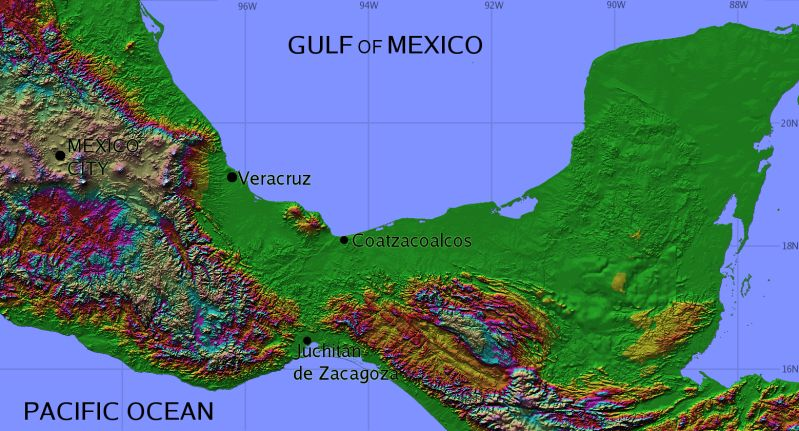
Tehuantepecká šíje

Tehuantepecká šíje je pevninská šíje v Mexiku. Administrativně je tato oblast rozdělena mezi 4 mexické státy: Veracruz a Chiapas na pacifickém pobřeží, Tabasco a Oaxaca při Mexickém zálivu. Rozprostírá se mezi Mexickým zálivem a Tichým oceánem. Vzdálenost mezi těmito vodními plochami je vzdušnou čarou pouze asi 208 km – Tehuantepecká šíje představuje nejužší pevninské rozdělení Mexického zálivu a Pacifiku. Tehuatepecká šíje odděluje pohoří Sierra Madre de Chiapas (na východ od šíje) a Sierra Madre del Sur (na západě). V současnosti šíji křižuje železnice, která je intenzivně využívána pro transport zboží.
V minulosti vznikalo několik nápadů o zbudování mezioceánského průplavu ve středoamerickém regionu. Ve hře byly 3 varianty – průplav přes Tehuatenpeckou šíji, přes jezero Nikaragua (tzv. Nikaragujský průplav) nebo přes Panamskou šíji. Nakonec se realizovala jediná z těchto tří variant propojení oceánů – Panamský průplav.
Podle řeky a města (Santo Domingo Tehuantepec). V aztéčtině (jazyk nahuatl) spojení tecuani-tepec znamená kopec (pahorek) jaguára.